# Купол (модуль МКС)
«Ку́пол» (итал. cupola) — модуль Международной космической станции (МКС), представляющий собой панорамный обзорный купол, состоящий из семи прозрачных иллюминаторов. Предназначен для наблюдения за поверхностью Земли, космическим пространством и работающими в открытом космосе людьми или техникой. Доставлен к МКС на борту Шаттла «Индевор» в феврале 2010 года и временно установлен на модуле «Юнити». 16 февраля 2010 года закреплён на модуле «Транквилити», после чего, 17 февраля, были сняты заслонки с иллюминаторов.
Является первым и пока единственным в истории обзорным куполом в космосе. Второй обзорный купол на МКС планируется установить в сегменте Аксиом.

## История создания
Название «Купол» происходит из внешней схожести модуля с архитектурным куполом, который напоминает его конструкция.
Первоначально «Купол» планировали разрабатывать в США, в компании «Боинг», но в 1993 году из-за значительного увеличения расходов на МКС проект был заморожен на 5 лет. В 1998 году НАСА и Европейское космическое агентство (ЕКА) подписали соглашение, согласно которому проектирование и финансирование модуля достаётся ЕКА в обмен на то, что шаттлы НАСА будут доставлять европейское оборудование на МКС.
В рамках ЕКА Италия имеет большой опыт создания герметичных модулей шаттловской станции-лаборатории «Спейслэб», модулей МКС «Коламбус», «Гармония», «Транквилити» и запускавшихся на шаттлах герметичных многоцелевых модулей снабжения (MPLM) «Леонардо», «Рафаэль» и «Донателло».
8 февраля 1999 года ЕКА заказала разработку модуля итальянской компании «Alenia Aeronautica» (бывшая «Alenia Spazio», «Alenia Space»). В денежном эквиваленте контракт составил 21 млн евро. В строительстве под руководством «Alenia» принимали участие ещё пять европейских компаний: «Construcciones Aeronáuticas» (Испания), «APCO» (Швейцария), «Saab AB» (Швеция), «EADS» (Германия), «Verhaert» (Бельгия).
6 сентября 2004 года компания «Alenia Aeronautica» на её заводе в Турине отчиталась об окончании строительства модуля. 7 октября 2005 года он был доставлен в Космический центр Кеннеди, где хранился до старта в 2010 году.

## Устройство и назначение

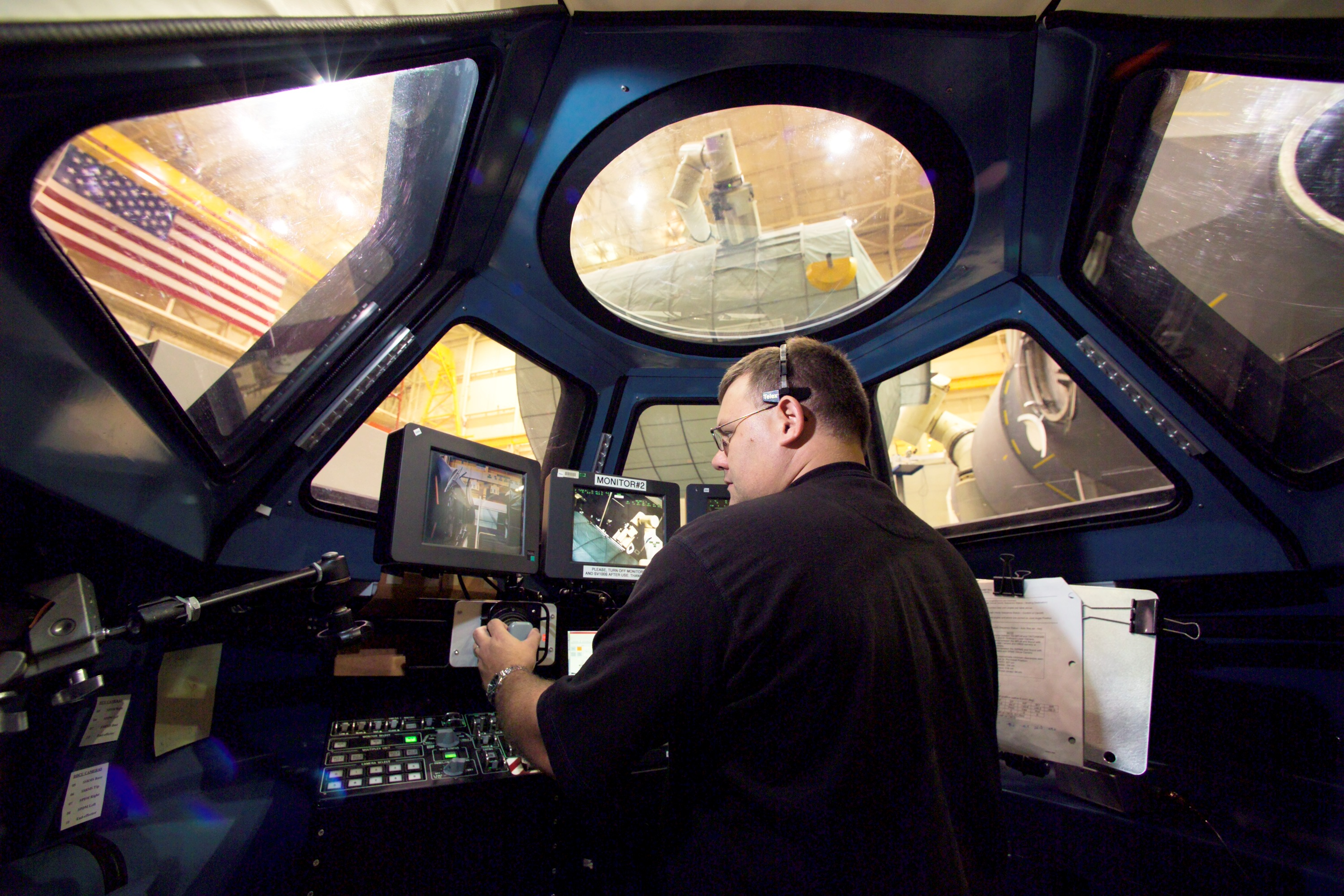
Пол Уильямсон управляет роботом-манипулятором из модели модуля «Купол» в Космическом центре Джонсона (7 октября 2004 года)

Модуль состоит из одного круглого иллюминатора в центре и шести иллюминаторов в форме трапеций вокруг него. Круглый иллюминатор имеет диаметр примерно 80 см. Конструкция целиком имеет примерно 3 метра в диаметре и 1,5 метра в высоту. Масса составляет 1,8 тонны. Все иллюминаторы изготовлены из прозрачного плавленого кварца, который имеет коэффициент теплового расширения, близкий к нулю. Все иллюминаторы с внешней стороны оснащены автоматическими противоударными устройствами (заслонками) для защиты модуля от попадания микрометеоритов и космического мусора.
Внутри модуля расположен контрольно-диспетчерский пункт, из которого ведётся наблюдение за космонавтами во время их выхода в открытый космос. Смонтированы системы слежения за температурным режимом станции, аудио и видео контроль. Присутствуют два автоматизированных рабочих места (АРМ), с которых, при помощи последовательной шины MIL-STD-1553, происходит управление роботом-манипулятором «Канадарм2».
В первую очередь модуль предназначен для наблюдательных целей, затем, по приоритету, идут системы контроля за внешними устройствами станции. Не последнюю роль играет функция разрядки и снятия стресса экипажа.

### Технические характеристики
- Толщина стёкол — 10 см.
- Вместимость — 2 чел.
- Высота — 1,5 м.
- Масса во время старта — 1805 кг.
- Максимальная масса на орбите — 1880 кг.
- Максимальный диаметр — 2,955 м.

## Галерея

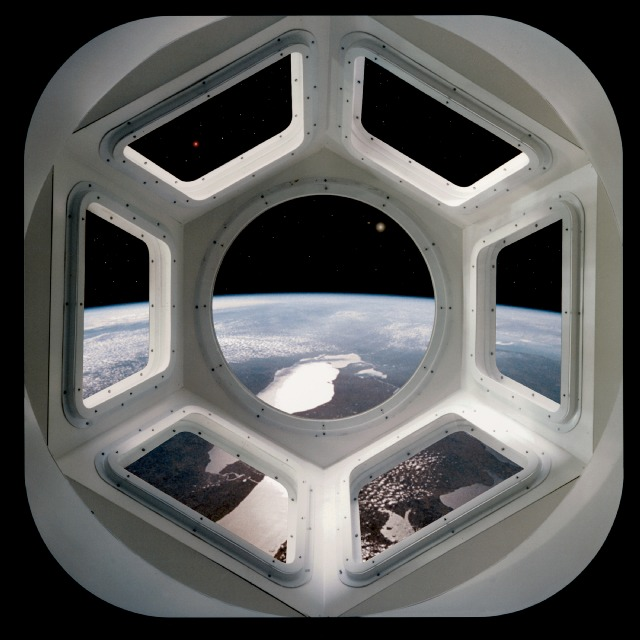
Компьютерная модель предполагавшегося вида из «Купола». В реальности «Купол» направлен в сторону Земли
Так выглядит Земля через «Купол»
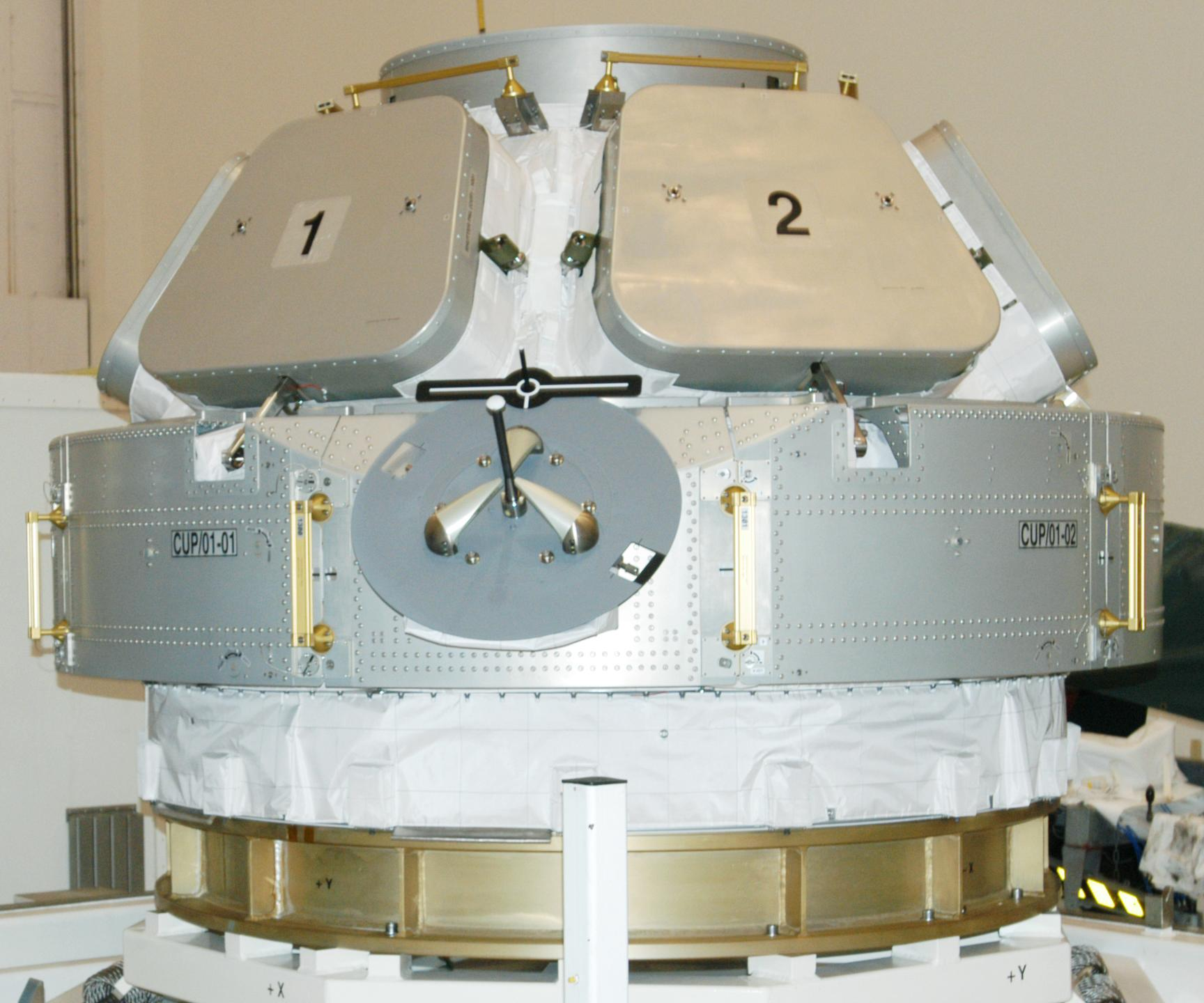
«Купол» в Космическом центре Кеннеди
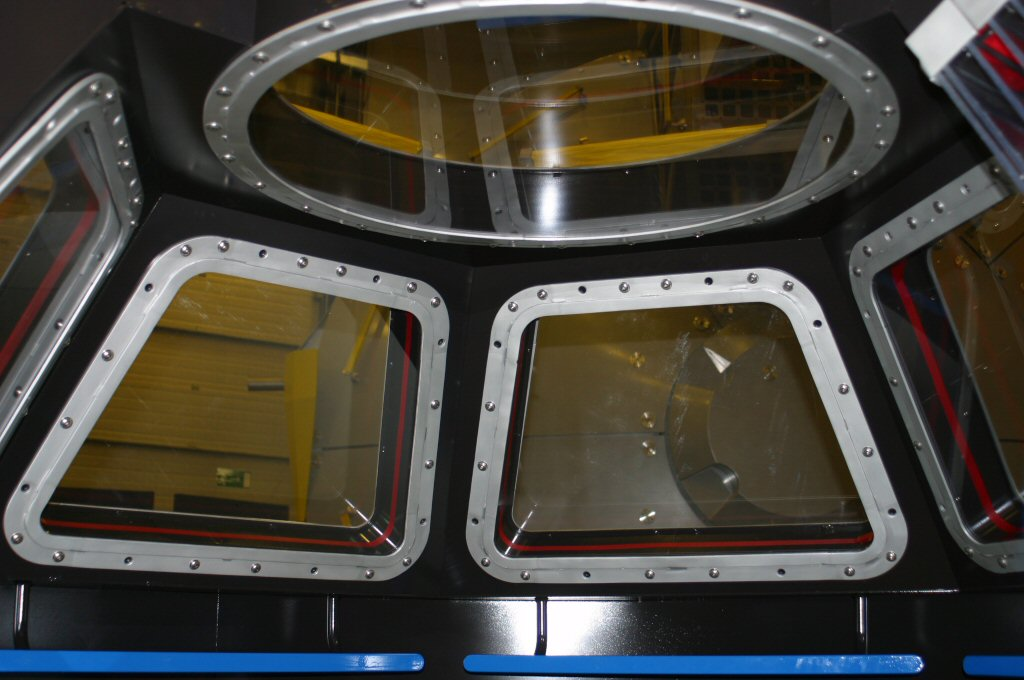
«Купол» — вид изнутри
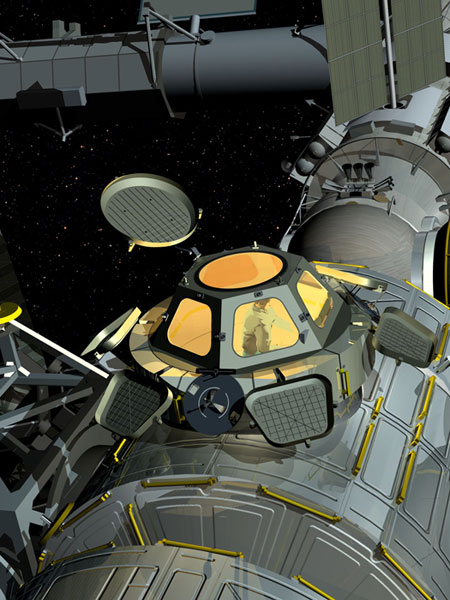
Компьютерная модель «Купола» при взгляде из космоса
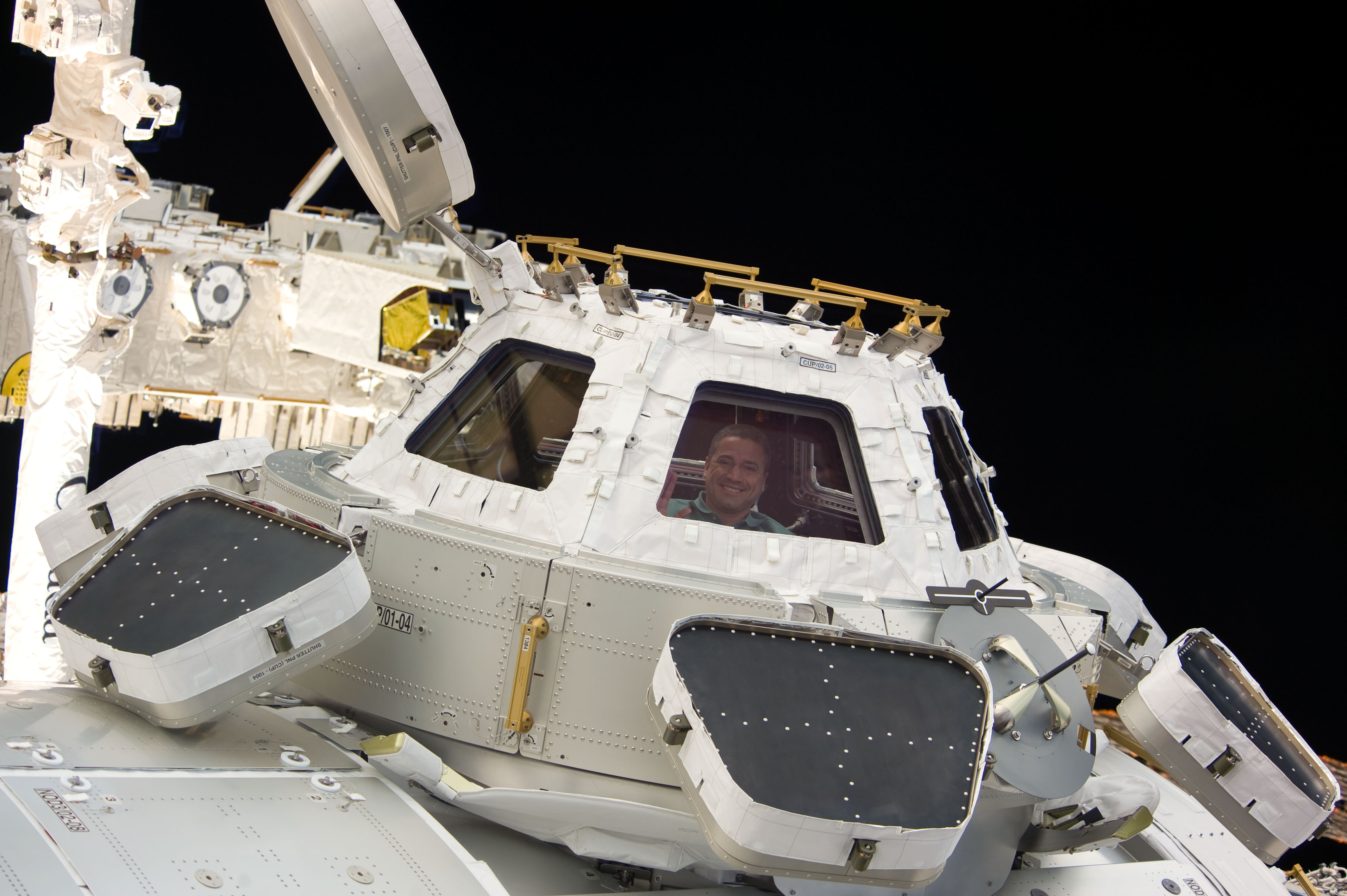
«Купол» — реальный вид из космоса
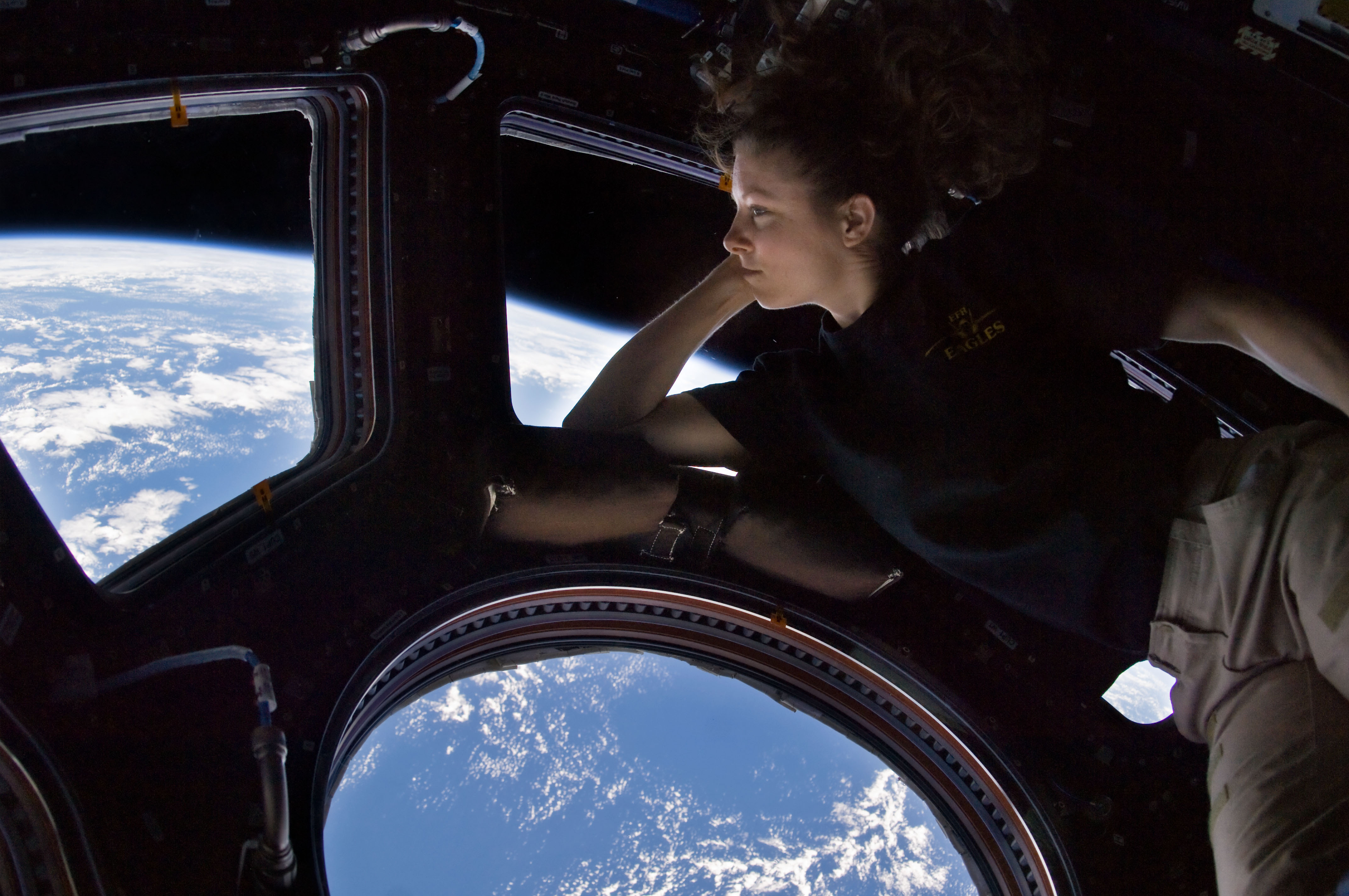
Трейси Колдуэлл возле иллюминатора модуля «Купол»